# Antoine Darquier de Pellepoix

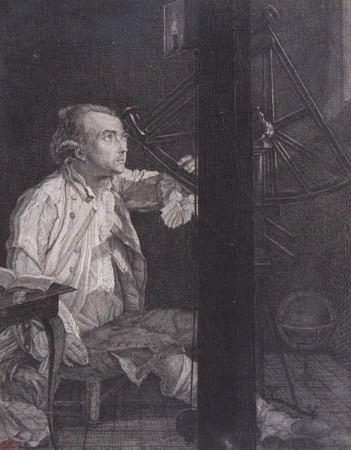
Léonard Defrance: Antoine Darquier de Pellepoix, ca. 1762.

Antoine Darquier de Pellepoix (* 23. November 1718 in Toulouse, Département Haute-Garonne; † 18. Januar 1802 ebenda) war ein französischer Astronom.

## Leben und Wirken
Darquier de Pellepoix arbeitete in seiner Heimatstadt u. a. am 1733 gegründeten Observatoire de Toulouse. Die Beobachtungen, die er zwischen 1748 und 1773 machte, veröffentlichte er in seinem Buch Observations Astronomiques faites à Toulouse (Avignon 1777).
Bei der Suche nach dem Kometen von 1779 beobachtete Darquier de Pellepoix im Februar 1779 den Ringnebel M57, nur ein paar Tage nach der Entdeckung durch Charles Messier am 31. Januar 1779. Er verglich das Aussehen von M57 mit demjenigen eines Planeten.
Zwischen 1791 und 1798 erstellte er einen Katalog mit Positionen von Sternen, welcher dann von Jérôme Lalande für seinen 1801 veröffentlichten Sternenkatalog verwendet wurde.
Seit 1757 war er Mitglied der Académie des sciences.
Der rechtsextreme und antisemitische Politiker Louis Darquier behauptete fälschlicherweise, ein Nachfahre von Antoine Darquier de Pellepoix zu sein.

## Schriften (Auswahl)
- Briefe über die practische Astronomie („Lettres sur l’astronomie pratique“, 1786). Gutsch, Breslau 1791.